# Bastón Presidencial de Bolivia

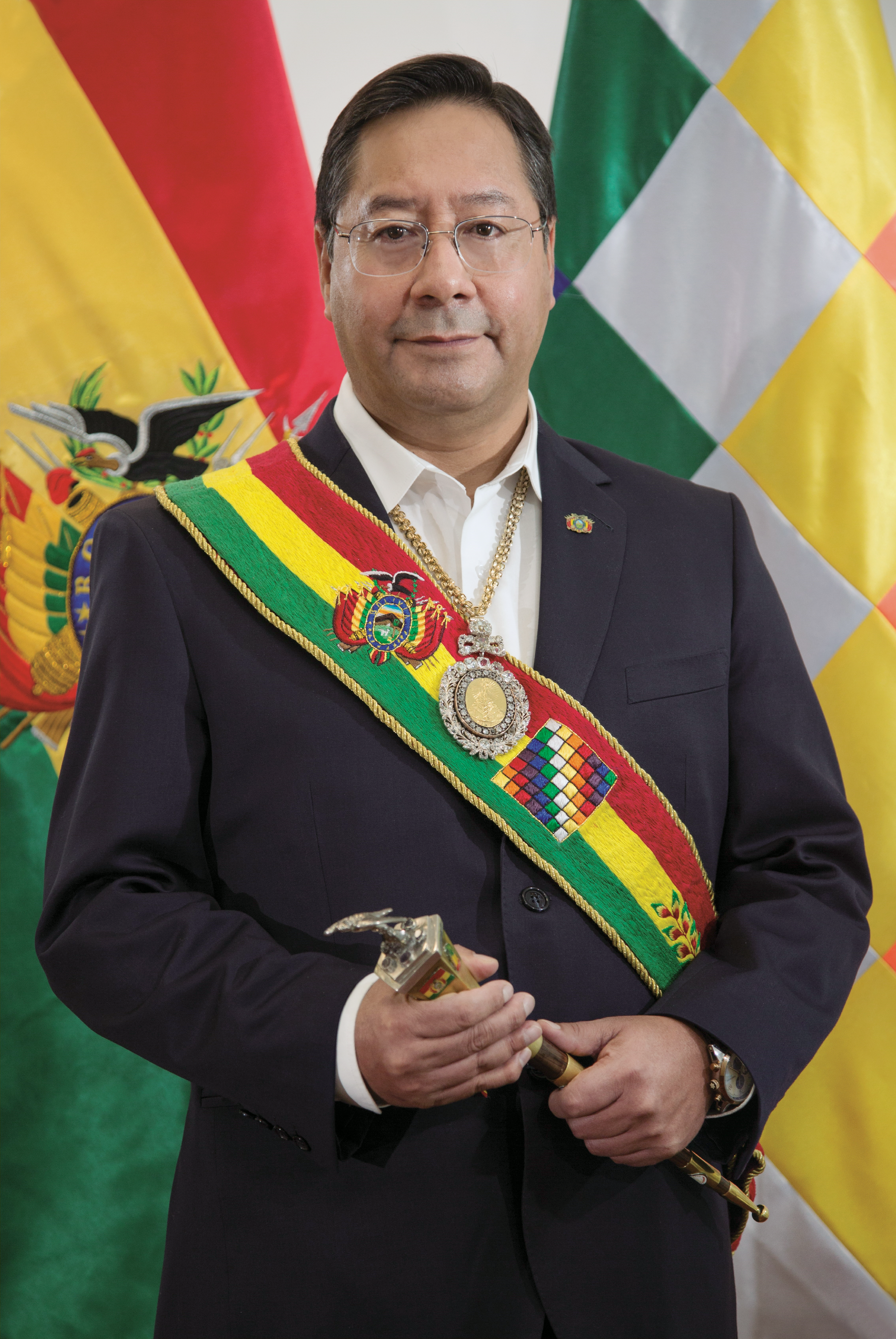
El presidente de Bolivia Luis Arce portando los símbolos presidenciales: la medalla del Libertador Simón Bolívar, la banda presidencial y el bastón de mando.

El bastón presidencial de Bolivia es un bastón de mando que se entrega al presidente juramentado de Bolivia, en su calidad de capitán general de las FF. AA., de parte del Alto Mando Militar, al momento de asumir la presidencia del país. Es conferida al primer mandatario conjuntamente con la banda presidencial y la medalla del Libertador Simón Bolívar, ambos símbolos presidenciales.
El bastón de mando (o vara de mando, también denominado manípulo) es un complemento protocolario que denota en la persona que lo porta, autoridad o mando sobre un grupo o colectivo identitario. Sus antecedentes históricos arrancan en las primeras civilizaciones, y actualmente son usados en muchos países tanto en el ámbito civil como en el militar.
Fue reglamentado durante el gobierno de Andrés Santa Cruz, el 9 de diciembre de 1829. A diferencia de la medalla presidencial, no se trata de un elemento único, cada presidente tiene su propio bastón y va inscrito con su nombre.

## Características
Alcanza un máximo de 50 centímetros. A partir del gobierno de Carlos D. Mesa Gisbert (2003-2005), el extremo del bastón (donde se agarra) lleva el diseño de una cabeza de cóndor con los ojos rojos, reemplazando al diseño anterior de una cabeza de águila. El cóndor andino es el ave nacional de Bolivia, y el ave volador más grande del mundo.

## Uso del Bastón Presidencial
El presidente constitucionalmente electo es el Capitán General de las FF.AA. del Estado Plurinacional de Bolivia, siendo el bastón de mando presidencial el símbolo máximo de su cargo, quien a su vez lo usa en actos castrenses y en la delegación del mando presidencial como dicta el Artículo 4 del Decreto Supremo Nº 27227 de 30 de octubre de 2003, reglamento vigente sobre el uso y tratamiento de los símbolos presidenciales de Bolivia.

"El Presidente de la República, en su calidad de Capitán General de las Fuerzas Armadas de la Nación, recibirá del Alto Mando Militar el Bastón de mando Presidencial para usarlo en los actos castrenses.”
Decreto Supremo Nº 27227 de 30 de octubre de 2003
Artículo 4